# Ždírnický potok
Der Ždírnický potok (deutsch: Sernitzbach) ist ein linker Nebenbach der Bílina im Okres Ústí nad Labem in Tschechien.

## Verlauf
Der Ždírnický potok entspringt südlich von Adolfov, einem Ortsteil von Telnice, am Hang des Rudný vrch (Zechberg) auf einer Höhe von 750 m. Im Oberlauf fließt er zunächst in südöstlicher Richtung zwischen den bewaldeten Hängen des Erzgebirges und erreicht die Ortslage des ehemaligen Dorfs Sernitz (Ždírnice). Bei Žandov (Schanda) nimmt er von links den Telnický potok (Telnitzer Bach) auf. Im weiteren Verlauf erreicht er die Städte Chlumec und Chabařovice, wo früher zahlreiche Mühlen betrieben wurden, jetzt ein Industriegebiet. Vor Chabařovice werden von rechts die Bäche Chlumecký potok (Kulmer Bach) und Habartický potok (Ebersdorfer Bach) aufgenommen. In Předlice, einem Ortsteil von Ústí nad Labem, fließt er von links in die Bílina. Der durchschnittliche Abfluss an der Mündung beträgt 0,54 m³/s.